# Sympterygia bonapartii
Sympterygia bonapartii is een vissoort uit de familie van de Arhynchobatidae. De wetenschappelijke naam van de soort is voor het eerst geldig gepubliceerd in 1841 door Müller & Henle.